# Дердовский, Иероним
Иеро́ним Дердо́вский (пол. Hieronim Derdowski, кашуб. Hieronim Derdowsczi, Jarosz Derdowsczi; 3 марта 1852, Веле, Пруссия — 13 августа 1902, Уинона, США) — кашубский поэт, писатель, журналист и издатель польской эмигрантской прессы в США. Автор кашубской патриотической песни Марш кашубский. И. Дердовскому принадлежит высказывание «Нет Кашуб без Полонии и Польши без Кашуб» (польск. Nie ma Kaszub bez Polonii, a bez Kaszub Polski). Одним из самых известных его произведений является юмористическая поэма «О пане Чорлинском, который в Пуцк за сетями ездил» (O Panu Czorlińścim co do Pucka po sece jachoł).

## Биография

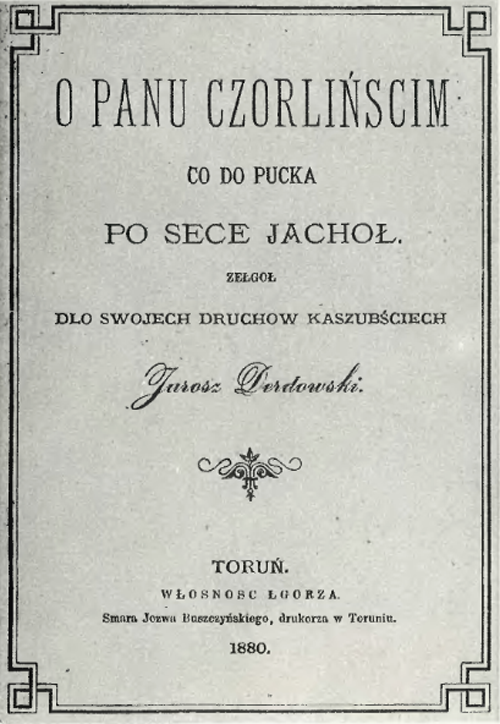
Титульная страница первого издания книги И. Дердовского O Panu Czorlińścim co do Pucka po sece jachoł, Toruń, 1880

И. Дердовский родился в 1852 году в кашубском селе Веле, находившемся в то время на территории Прусского королевства (современное село Веле относится к Косцежскому повяту Поморского воеводства Польши). При крещении получил имя Ян Иероним (Jan Hieronim), в соответствии с традициями того времени ему дали второе (кашубское) имя Ярош (Jarosz). Его воспитателем с девяти лет был дядя Я. Дердовский (J. Derdowski), ксёндз в Бжозе Польском (Polskie Brzozie) (современное село Бжозе в гмине Бжозе Бродницкого повята, Куявско-Поморского воеводства) в 1836—1851 и в Казанице (Kazanice) (современное село в гмине Любава Илавского повята Варминско-Мазурского воеводства) в 1851—1886 годах. С 1861 года учился в гимназии села Кужетник (Kurzętnik) (гмина Кужетник Новомястского повята Варминско-Мазурского воеводства), затем перешёл в католическую гимназию в Хойнице. С 1870 года начал работать в Познани в книжном магазине помощником у М. Лейгебера (M. Leigeber). С 1875 года работал домашним учителем у землевладельца Ф. Шрёдера (F. Schroeder) недалеко от Картуз. После этого работал в редакции газеты Gazeta Torunska с 1879 по 1882 годы в Торуне. В эти годы И. Дердовский создаёт свои лучшие произведения. В числе произведений, созданных на родине (на кашубском языке): юмористическо-эпическая поэма O Panu Czorlińścim co do Pucka po sece jachoł, поэтические произведения Kaszube pod Widnem и Jasiek z Knieji, а также поэтическая зарисовка на польском литературном языке Walek na jarmarku.
В 1885 году И. Дердовский эмигрировал в США, он поселился в центре американской эмиграции кашубов, в городе Уинона, в 1886—1902 годах он занимался редактированием польского еженедельника Wiarus, переименованного в Katolik в 1893 году. По просьбе С. Рамулта И. Дердовский собирал сведения по численности кашубов, живших в эмиграции в конце XIX века. В Уиноне И. Дердовский составил сборник кашубских пословиц Nórcyk Kaszëbsczi.
И. Дердовский писал на своём родном южнокашубском диалекте, включая в него некоторые севернокашубские черты (прежде всего лексические). Как общественный кашубский деятель придерживался позиции тесной и неразрывной связи Кашубии и Польши. Чтобы быть лучше понимаемым поляками И. Дердовский старался использовать в своих произведениях только польский алфавит, не употребляя для кашубских звуков, неизвестных в польском языке, каких-то особых знаков.